# Gray Anderson
Gray Anderson é um dos personagens da série americana Jericho. É interpretado por Michael Gaston.
Rival político do prefeito e candidato derrotado nas eleições, Gray é sempre o primeiro a contestar suas decisões. Foi um dos 4 cavaleiros, voluntários que saíram nas 4 direções opostas para descobrir o que acontecia. Voltou com a notícia de que Nova York estava intacta, para alento de Emily. 
Nada se sabe de seus parentes, se existem ou se estão vivos. 
Foi Gray quem deu apoio a ideia de explodir a ponte para parar os mercenários.